# زعرور مشرقي
الزعرور المشرقي أو زعرور الفأر (الاسم العلمي: Crataegus orientalis) نوع نباتي يتبع جنس الزعرور من الفصيلة الوردية.

## الموئل والانتشار
موطنه بلاد الشام وتركيا وأوكرانيا والقوقاز والبلقان.

## الوصف النباتي
شجرة نفضية صغيرة.